# David Macdonald (Organist)
David George Macdonald (* 9. Juli 1952 in Port Morien, Nova Scotia; † 9. August 2003 in Halifax (Nova Scotia)) war ein kanadischer Organist.

## Leben und Wirken
Macdonald studierte bis 1974 an der Dalhousie University Orgel bei Maitland Farmer und John Grew. Er setzte seine Ausbildung an der McGill University bei Raymond Daveluy (bis 1977) und mit einem Stipendium des Canada Council bei Marie-Claire Alain und Daniel Roth am Conservatoire de Rueil-Malmaison in Paris fort.
1987 wurde er Musikdirektor an der First Baptist Church in Halifax. Mit dem Chor der Kirche, den er zum führenden Vokalensemble von Nova Scotia entwickelte, unternahm er 1990 eine Konzertreise durch Frankreich. Daneben unterrichtete er Orgel an der Dalhousie University und gab Orgelkurse an der Atlantic School of Theology, wo er als Organist, Chorleiter und Lehrer für Kirchenmusikgeschichte und Hymnologie wirkte.
Mit der Symphony Nova Scotia trat er als Gastdirigent, Orgelsolist und Continuospieler auf. Als Konzertorganist trat er u. a. in Frankreich, Schweden, den Niederlanden, Deutschland, der Schweiz, der Tschechischen Republik und Großbritannien auf. Berühmt wurde er mit der Aufführung des gesamten Orgelwerkes Johann Sebastian Bachs in verschiedenen Kirchen in Halifax 1985 bis 1987 und erneut 1997. Für die CBC spielte er Teile dieser Aufführung 1987 an der Beckerath-Orgel der Church of the Immaculate Conception in Montreal ein. Mit der Aufnahme David MacDonald Plays the Casavant Organ gewann Macdonald 1999 den East Coast Music Award.